# Madius
Madius là một vị vua người Scythia. Theo Herodotus, ông là con của Prtotohyes. Madius đã ra quân đánh chiếm xứ Media, do vua Cyaxares cai trị. Ông trị vì Media khoảng 28 năm (theo Herodotus), có thể là từ 653 TCN đến 625 TCN. Cuối cùng, nhà vua Cyaxares trung hưng quốc gia, đánh đuổi được người Scythia ra khỏi Vương quốc Media.